# Мали Бановац
Мали Бановац је насељено место у саставу града Пакраца, у западној Славонији, Република Хрватска.

## Становништво
На попису становништва 2011. године, Мали Бановац је имао 13 становника.
| Националност       | 1991.       |
| Хрвати             | 15 (48,38%) |
| Срби               | 0           |
| Југословени        | 0           |
| остали и непознато | 16 (51,61%) |
| Укупно             | 31          |